# غابريل رودريغيز دوس سانتوس
غابريل رودريغيز دوس سانتوس (بالبرتغالية: Gabriel Rodrigues dos Santos‏) (5 يونيو 1981 بساو باولو في البرازيل - ) هو لاعب كرة قدم برازيلي في مركز الدفاع. شارك مع منتخب البرازيل لكرة القدم. أما مع النوادي، فقد لعب مع باناثينايكوس وغريميو بورتو أليغرينزي ونادي إنترناسيونال ونادي ساو باولو ونادي فلومينينسي ونادي كروزيرو ونادي مالقا وفورت لودردايل سترايكرز وFort Lauderdale Strikers (2006–2016) ‏.

## مسيرته الكروية
لعب غابريل رودريغيز دوس سانتوس خلال مسيرته الاحترافية مع 8 أندية في ثمانية عشر موسمًا وسجل خلالها 32 هدفًا ضمن 259 مباراة. حيث فاز في موسمين بالكأس وفي موسم واحد بالدوري.
خاض غابريل رودريغيز دوس سانتوس مسيرته مع نادي ساو باولو في موسم 2001 ليلعب معه أربعة مواسم، مشاركًا في 63 مباراة سجل خلالها 5 أهداف. ثم انتقل إلى نادي فلومينينسي ما بين عامي 2005 و2006 في المرة الأولى لمدة موسم واحد ثم في عامي 2007-2009 ولمدة موسمين، حيث شارك طوالها في 52 مباراة سجل خلالها 15 هدفًا. لينتقل بعدها إلى نادي مالقا في موسم 2005–06 لمدة موسم واحد، مشاركًا في 17 مباراة ولم يسجل أي هدف. ثم انتقل إلى نادي كروزيرو في عامي 2006-2008 ولمدة موسمين، مشاركًا في 16 مباراة سجل خلالها 4 أهداف. هذا وانتقل لاحقًا إلى نادي باناثينايكوس في موسم 2008–09 ولمدة موسمين، مشاركًا في 30 مباراة سجل خلالها 4 أهداف أيضًا. ثم انتقل بعدها إلى نادي غريميو بورتو أليغرينزي في موسم 2010 واستمر معه طيلة ثلاثة مواسم، مشاركًا في 36 مباراة سجل خلالها هدفين. ليعود وينتقل من جديد، لكن هذه المرة إلى نادي إنترناسيونال ما بين عامي 2013 و2014 لمدة موسم واحد، مشاركًا في 24 مباراة سجل خلالها هدفًا واحدًا. لينتقل بعدها إلى نادي فورت لودردايل سترايكرز في عامي 2015-2017 ولمدة موسمين، مشاركًا في 21 مباراة سجل خلالها هدفًا واحدًا أيضًا.

## روابط خارجية
- غابريل رودريغيز دوس سانتوس على موقع قاعدة بيانات كرة القدم.إي يو (الإنجليزية)
- غابريل رودريغيز دوس سانتوس على موقع ناشيونال فوتبول تيمز (الإنجليزية)
- غابريل رودريغيز دوس سانتوس على موقع Soccerway.com (الإنجليزية)
- غابريل رودريغيز دوس سانتوس على موقع عالم كرة القدم.نت (الإنجليزية)